# Molopopterus jota
Molopopterus jota är en insektsart som beskrevs av Irena Dworakowska 1973. Molopopterus jota ingår i släktet Molopopterus och familjen dvärgstritar.
Artens utbredningsområde är Elfenbenskusten. Inga underarter finns listade i Catalogue of Life.